# Sincronicità
La sincronicità è un concetto introdotto dallo psicoanalista Carl Gustav Jung nel 1950, definito come «un principio di nessi acausali» che consiste in un legame tra due eventi che avvengono in contemporanea, connessi tra loro, ma non in maniera causale, cioè non in modo tale che l'uno influisca materialmente sull'altro; essi apparterrebbero piuttosto a un medesimo contesto o contenuto significativo, come due orologi che siano stati sincronizzati su una stessa ora.

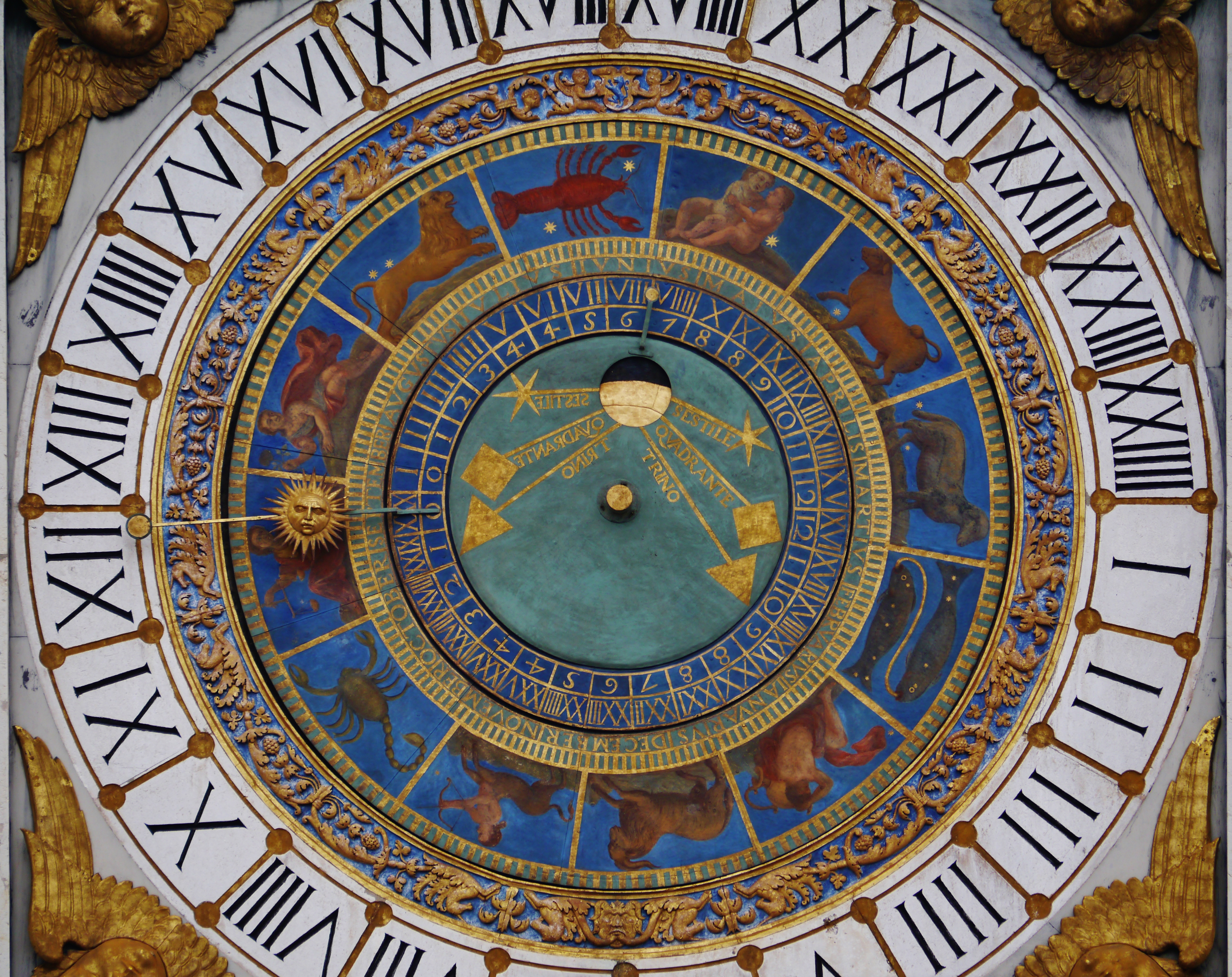
Configurazioni astrali che rappresentano per Jung un esempio di sincronicità, cioè di relazione parallela, non causale, tra lo svolgimento dei fenomeni celesti e quelli scanditi dal tempo terrestre.

## Etimologia e differenza con la causalità

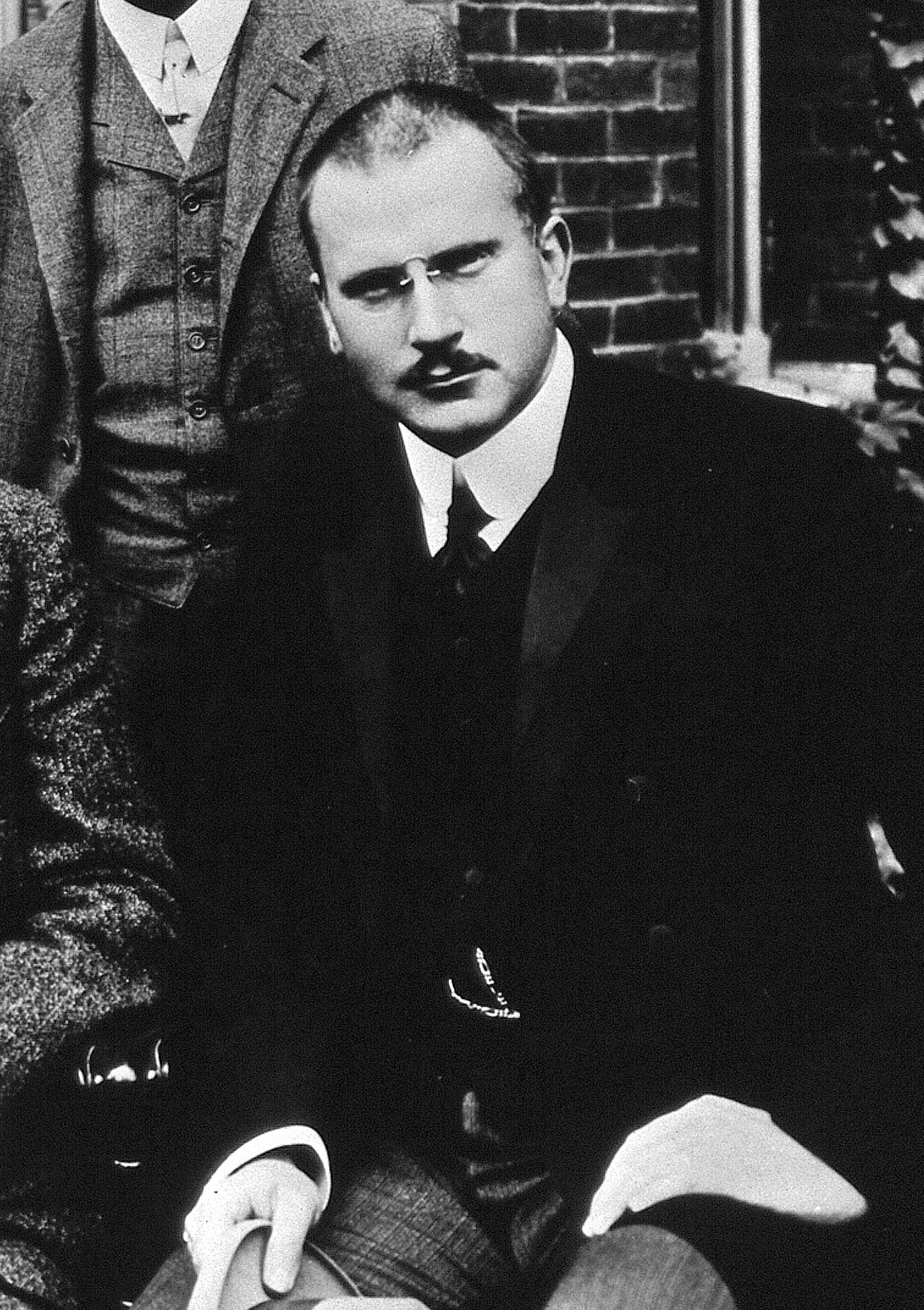
Jung, teorico della sincronicità, in una fotografia del 1909

La parola sincronicità deriva dalle radici greche syn ("con", che segna l'idea di riunione) e khronos ("tempo"): riunione nel tempo, simultaneità.
Jung in particolare definisce la sincronicità in questo modo:
Marie-Louise von Franz spiega chiaramente la distinzione tra una coincidenza e la sincronicità facendo l'esempio di un dirigibile che esplode davanti a noi mentre ci si soffia il naso. In questo caso si ha una coincidenza, ma se si compra un vestito blu, e per errore, il negoziante ne manda a casa uno nero proprio il giorno in cui muore una persona cara, in questo caso siamo in presenza di una coincidenza significativa perché i due eventi sono collegati dal significato simbolico che la nostra società attribuisce al colore nero.

## Storia del concetto

### Epoca antica
(C.G. Jung, Synchronizität als ein Prinzip akausaler, 1952)
Pur essendo un termine coniato di recente, il concetto junghiano di sincronicità ha un'origine rintracciabile nella tradizione filosofica del neoplatonismo. Già Platone sosteneva l'esistenza di una realtà intelligente, le idee, che formano e indirizzano quella materiale, in maniera tale che i fenomeni della natura risultano collegati tra loro da una legge superiore che egli denominava dialettica. La correlazione tra bianco e nero, ad esempio, va ricercata nella loro comune Idea di Colore.
La presenza del divino nelle vicende del mondo venne intesa successivamente dagli stoici come συν-παθεία (syn-pathèia), in virtù della quale essi ritenevano che qualsiasi evento, anche minimo o assai distante, si ripercuotesse su ogni altro, in contrapposizione alla concezione puramente meccanicista degli epicurei. Sarà quindi con Plotino che si prefigura una spiegazione sincronica dei fenomeni naturali con la nozione di Anima del mondo, che rappresenta il principio unificante della natura, regolato da intime connessioni tra le sue parti, come un organismo da cui prendono forma i singoli esseri viventi; questi ultimi, pur articolandosi e differenziandosi ognuno secondo le proprie specificità individuali, risultano tuttavia legati tra loro da una tale comune Anima universale. Secondo Plotino quindi,
(Plotino, Enneadi, VI, 9)

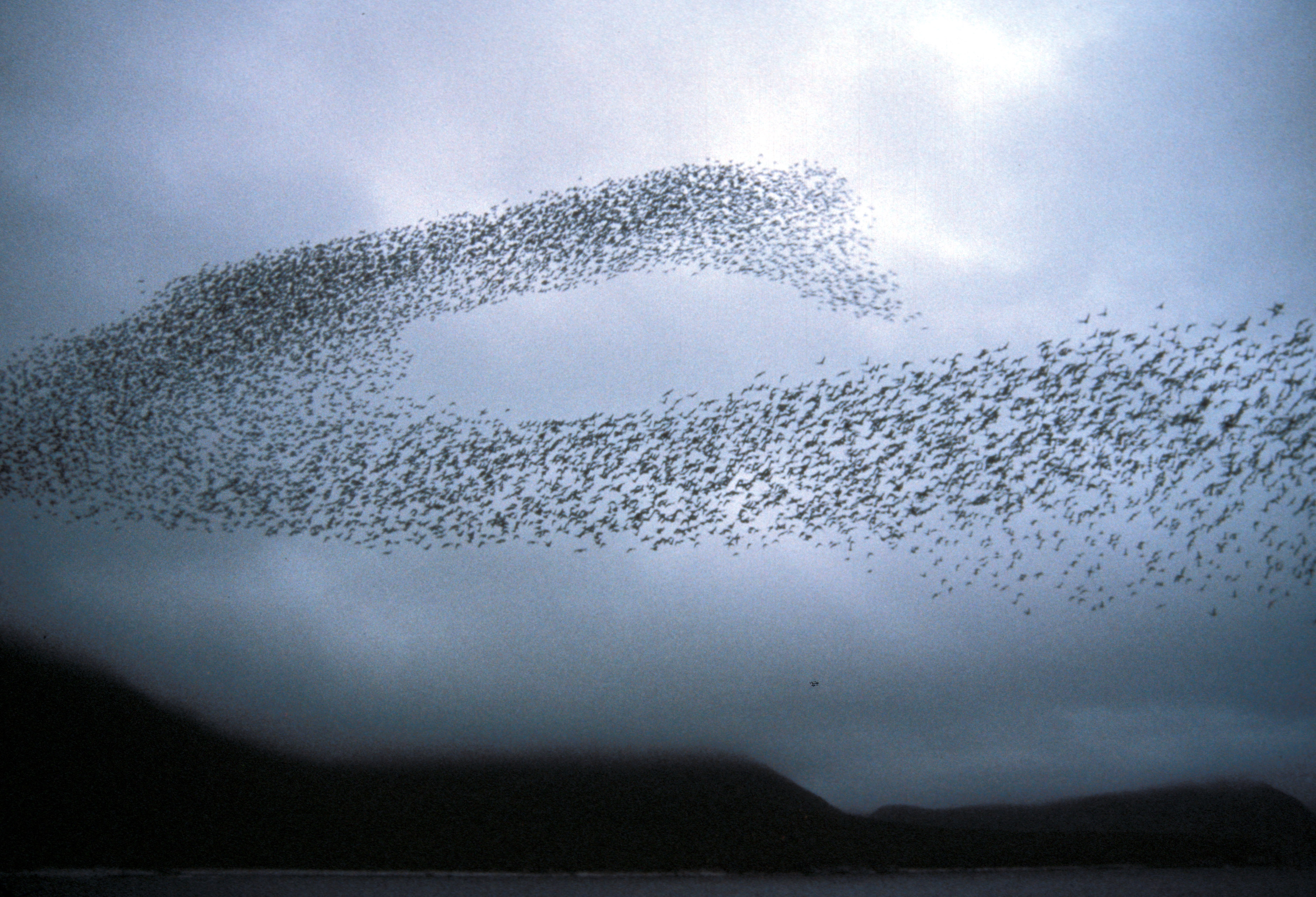
Stormo di uccelli che concorrono in maniera sincronica a disegnare svariate forme nell'aria, come se formassero un unico organismo vivente.

Che esistesse una corrispondenza tra l'Uno e i molti, lo spirito e la materia, macrocosmo e microcosmo, era del resto convinzione delle arti divinatorie come l'astrologia, l'oniromanzia (interpretazione dei sogni), o quelle dell'antica Roma che ad esempio studiavano il volo degli uccelli per trarne auspicia, ovvero segni divini dedotti in una maniera non causale ma appunto sincronica, cioè basata sull'analogia simbolica con un determinato modello o archetipo.
L'umanista Marsilio Ficino nel Rinascimento si preoccupò di spiegare, nella Disputatio contra iudicia astrologorum (1477), sulla base della dottrina plotiniana, come l'astrologia vada intesa non come capacità degli astri di esercitare un influsso causale sugli eventi umani, bensì come una forma di consonanza tra questi e la posizione dei pianeti, i quali si limitano cioè a descrivere quel che accade, allo stesso modo in cui il volo degli uccelli presso i Romani era ritenuto portatore di un significato. Per Ficino, attribuire agli astri un influsso deterministico sarebbe come affermare che gli uccelli agiscano causalmente sull'uomo. Quella di Ficino è invece una concezione astrologica basata sulla corrispondenza e l'interdipendenza di ogni parte dell'universo, da leggere e interpretare secondo l'esperienza psicologica dell'anima, alla quale è attribuita dunque una centralità particolare, precorritrice delle nozioni junghiane di sincronicità e inconscio collettivo.

### L'epoca moderna fino a Jung
Anche il neoplatonico Leibniz parlava di un'armonia prestabilita, grazie alla quale le diverse monadi di cui è composto l'universo, che non comunicano tra loro «non avendo porte o finestre», e neppure possono agire causalmente l'una sull'altra, sono però tutte sincronizzate come tanti orologi che segnino la stessa ora, così che il loro agire sembra essere, solo apparentemente, di tipo causale.

Arthur Schopenhauer

Un importante contributo, successivamente ripreso anche da Jung, riguarda il testo Speculazione trascendente sull'apparente disegno intenzionale nel destino dell'individuo di Arthur Schopenhauer in cui il filosofo analizza la tendenza finalistica degli eventi.

Sempre nello stesso testo, il filosofo parla del legame tra gli eventi naturali e un'interpretazione individuale in cui vi sia un significato:
Paul Kammerer, uno zoologo austriaco, è stato il primo scienziato moderno (prima di Jung) a considerare le coincidenze in una prospettiva non meccanicistica, con la "ripetizione dei casi", secondo di una legge di serialità, accanto alla causalità e alla finalità. Nel 1900 e per diversi anni, ha preso nota delle coincidenze. Egli ha descritto l'universo come un "mosaico mondo, che, nonostante le iniziative e i riarrangiamenti costanti, mira a riunire le cose simili." Scoprì (o inventò) la famosa "legge della serie", che dà il titolo al suo libro Das Gesetz der Serie (1919). «Ci sono nell'universo - dice Kammerer - un principio fondamentale, una forza che tende verso l'unità. Questa forza universale agisce selettivamente al gruppo simile nello spazio e nel tempo.» Ad esempio, nel 1915, due soldati sono stati ricoverati separatamente all'ospedale militare di Katowice in Polonia. Entrambi avevano 19 anni, soffrivano di polmonite, erano nati in Slesia, erano stati volontari come personale dei treni e si chiamavano Franz Richter.
(Paul Kammerer)
Il concetto di sincronicità appare per la prima volta il 18 novembre 1928 nel verbale del seminario sull'analisi dei sogni. Nel 1934, uno dei suoi pazienti aveva visto in sogno un'aquila che mangiava le proprie piume, poi, qualche tempo dopo, Jung, al British Museum, aveva scoperto un manoscritto alchemico attribuito a Ripley, che rappresentava un'aquila che mangiava le proprie piume. Ciò appare in una lettera al fisico Pascual Jordan, del 10 novembre 1934.
Jung approfondisce il lavoro di Kammerer, con l'aiuto del fisico Wolfgang Ernst Pauli, uno dei fondatori della meccanica quantistica tra il 1923 e il 1929, Premio Nobel per la Fisica nel 1945. Pauli segue dal 1931 al 1934, un trattamento analitico con un'allieva di Jung. Nel 1932, vide Jung ogni lunedì per discutere i suoi sogni, studiati da Jung poi in Psicologia e alchimia. Per Jung le sincronicità sono l'espressione di «atti creativi nel tempo» che manifestano una tendenza naturale alla creatio continua, una creatio che esprime un ordine psichico archetipico.
Joseph Banks Rhine, il fondatore della parapsicologia, aveva ideato la nozione di percezione extrasensoriale (ESP), su basi statistiche. Nel 1940 ha inviato una copia del suo libro Percezione Extra sensoriale (1934) a Carl Jung e ha iniziato una corrispondenza regolare con lui.. Nel 1948, Jung ha scritto una prefazione all'edizione inglese del I Ching (Il Libro dei Mutamenti). Conosceva il libro del suo amico Richard Wilhelm dal 1920 e praticava "l'arte oracolare" basata sull'interpretazione dei 64 esagrammi. Nel 1950, ha selezionato quattro donne astrologhe, tra cui la figlia Gret Baumann-Jung, per esaminare lo stato di sincronicità tra cielo e gli eventi, in particolare tra le congiunzioni Sole/Luna o Marte/Venere e i matrimoni.
Jung tiene una conferenza sulla sincronicità nel 1950, ad Ascona: "Sulla sincronicità". Egli dedica un intero libro al concetto: La sincronicità, principio dei nessi acausali (1952), pubblicato nel suo libro Naturerklärung und Psyche (1952), con uno studio di Pauli su Keplero.

### L'eredità junghiana: Marie von Franz
Marie-Louise Von Franz, allieva di Jung ha spostato ancora avanti gli studi sul fenomeno. Secondo la studiosa i fenomeni sincronici, non essendo legati ad eventi causali non sono prevedibili, tuttavia essi si manifestano soprattutto nei casi di forte eccitazione psichica come la morte di una persona o un grande amore: «... in tutte quelle situazioni profondamente perturbanti in cui è sempre costellato un archetipo o lo strato archetipico dell'incontro, gli eventi sincronicistici possono, non debbono, verificarsi, e ciò accade molto più spesso di quanto si supponga.»
Von Franz quindi postula l'esistenza di un universo virtuale che è sia psichico e materiale chiamato unus mundus (dal latino: il mondo uno): «[Il principio di sincronicità] definito come coincidenza significativa [scrive Jung in Mysterium Conjunctionis] suggerisce una relazione tra fenomeni non collegati dalla causalità, vedere un'unità di questi fenomeni rappresenta dunque un aspetto dell'unità che può essere adeguatamente designato come Unus Mundus» Secondo lei, "il fisico e lo psicologico in realtà osservano lo stesso mondo da due canali diversi". Von Franz si basa sulle recenti scoperte della scienza, che tendono a dimostrare molto di più sulla dimensione della relatività spazio-temporale. Per spiegare questa ipotesi, Von Franz propone di non considerare più la psiche come un corpo che si muove nel tempo, ma come una "intensità senza estensione", riferendosi all'energia, sia mentale (dimostrata da Jung per come la libido sia energetica) che fisica (inclusi i quanti). I fenomeni piuttosto comuni chiamati telepatia dimostrano con la loro esistenza come un fenomeno, che non può essere riprodotto scientificamente, in cui lo spazio e il tempo hanno per la psiche un valore relativo. Jung si basa quindi sugli esperimenti di Rhine che, statisticamente, attestano una certa frequenza di riproduzione della chiaroveggenza.
L'ipotesi dell'unus mundus è dunque quella di un'unità dell'energia psichica e dell'energia fisica, tramite un organismo intermediario nel senso di un universo o di un campo di un'altra realtà diversa dalla fisica o dalla psichica, che Jung chiama psicoide; dominio della trasgressione di una scissione tradizionale:
()
Von Franz cita le moderne teorie scientifiche e le speculazioni che puntano a questa possibilità: quella di David Bohm, da un lato, e il suo modello di olomovimento esposto in Universo, mente e materia e nella scienza e coscienza nel capitolo Ordine implicato ed esplicato dell'universo e della coscienza. Von Franz considera che questo mondo intermedio si basi sulla serie dei numeri naturali, considerati "configurazioni ritmiche di energia psichica." Von Franz cita la recente ricerca del matematico Olivier Costa de Beauregard, che, nel 1963, prendendo come punto di partenza le teorie dell'informazione, postula l'esistenza di un infrapsichismo coestensivo con il mondo quadridimensionale di Einstein-Minkowski nella sua opera Il secondo principio della scienza del tempo. Von Franz, come Hubert Reeves, prende come esempio il paradosso EPR (Einstein-Podolsky-Rosen) dove due particelle si comportano in modo coordinato fra loro ma aleatorio rispetto alle condizioni iniziali, in modo che le loro posizioni impediscano loro di scambiare dei segnali. Analogamente, nella legge di disintegrazione radioattiva, in cui ogni atomo si comporta in modo casuale, ma interamente si comporta in modo prevedibile.

### Le ultime ipotesi
Hubert Reeves nel suo contributo al lavoro collettivo La synchronicité, l'âme et la science rievoca l'ambizione della nozione di sincronicità junghiana, pur rilevando l'imprecisione, che la scienza futura dovrà sollevare:
In particolare lo scienziato individua, alla luce della moderna comprensione fisica degli eventi cinque fenomeni che dimostrano la realtà degli eventi acausali:
1. il dimezzamento radioattivo;
2. l'impredicibilità del comportamento d'un singolo atomo nella meccanica quantistica;
3. la «radiazione fossile» del cosmo;
4. il pendolo di Foucault, che sembra orientarsi secondo l'intera massa dell'universo invece che secondo quella del nostro pianeta;
5. il paradosso di Einstein-Podolsky-Rosen, che vieta di localizzare la proprietà d'un atomo e sembra perciò indicare una sorta di unità e non-separabilità di tutte le particelle dell'universo.[32]

Più recentemente lo scienziato Rupert Sheldrake ha formulato la teoria del «campo morfico» per spiegare lo sviluppo e la crescita di piante e animali, descritti dalla genetica in una maniera ritenuta incompleta, e dovuti in realtà secondo Sheldrake a zone di risonanza entro cui un evento, un'informazione, o anche un semplice pensiero, ha la capacità di ripercuotersi su di un altro in maniera non meccanica o causale. Diversi esempi di sincronicità si possono trovare nel mondo animale, in particolare nel comportamento degli stormi di uccelli o di un banco di pesci, all'interno dei quali ogni singolo esemplare si muove all'unisono con gli altri, senza alcuna mediazione di tipo comunicativo, seguendo il comportamento del gruppo come se questo fosse un tutto omogeneo dotato di una propria intelligenza.

### Altre ipotesi non junghiane
Barbara Honegger suppone che gli eventi sincronici siano da collegarsi ad un substrato neurologico del lobo parietale inferiore. Mentre Jule Eisenbud suggerisce che essi derivino da influenze PSI dello stesso osservatore.

## Jung e il principio di sincronicità
I fenomeni paranormali hanno affascinato Jung da sempre. Tra questi egli prediligeva le "coincidenze significative". Già nel 1916, a pochi anni di distanza dalla defezione dal gruppo degli psicoanalisti fedeli al metodo scientifico, Jung scriveva, riflettendo sulla possibilità di affiancare al principio di causalità quello finalistico:
Jung distingueva infatti la sincronicità dal "sincronismo", che riguarda eventi che accadono simultaneamente, senza alcun apparente significante comune, perché azioni di pura contemporaneità.
La sincronicità è invece basata sulla presenza «incombente» di un archetipo dell'inconscio collettivo, secondo visioni tipiche del pensiero magico che nella vita di tutti i giorni trovano corrispondenza in eventi come il pensare a una persona e poco dopo ricevere una telefonata che ne porta notizie; nominare un numero e vedere passare una macchina con lo stesso numero impresso sulla carrozzeria; leggere una frase che ci colpisce e poco dopo sentircela ripetere da un'altra persona ecc. Fatti che talvolta dànno la netta impressione d'essere accadimenti precognitivi legati a una sorta di chiaroveggenza interiore, come se questi segnali fossero disseminati ad arte sul nostro percorso quotidiano per "comunicare qualcosa che riguarda solo noi stessi e il nostro colloquio interiore". Una sorta di risposta esterna, affermativa o negativa, oggettivamente impersonale e simbolicamente rappresentata.

### Il sapere dall'inconscio
Per Carl Gustav Jung, l'inconscio è una realtà oggettiva: è collettiva e trans-personale: «La psicologia non è solo una questione personale. L'inconscio, che ha le sue leggi e dei meccanismi indipendenti, esercita una forte influenza su di noi, e potrebbe essere paragonato a una perturbazione cosmica. La mente inconscia ha il potere di trasportarci o farci del male nello stesso modo di una catastrofe cosmica o meteorologica.»

Le carte di Zener

Carl Gustav Jung considera l'esistenza di un "sapere assoluto" costituito da un inconscio collettivo formato da archetipi, legati in particolare alla dottrina platonica della reminiscenza (o anamnesi). Per dimostrare questo concetto, Jung prende l'esempio di comportamenti innati o dei calcoli impossibili come certi sogni profetici. La conoscenza assoluta sembra una proprietà dell'inconscio, nel prevedere statisticamente il verificarsi di fenomeni reali. Alcune astrazioni della metafisica o della scienza si esplicano quindi attraverso questa conoscenza assoluta; Pauli ha dimostrato nel suo libro che le rappresentazioni scientifiche (o i modelli), come quelli di Keplero, di Kekulé o di Einstein, sono nati da immagini interne spontanee. Le esperienze parapsicologiche come la telepatia, dimostrano che le indagini di Zener con le carte e i simboli da indovinare, testimoniano per Jung, l'esistenza di una capacità di calcolo dell'inconscio senza limiti, in una situazione di eccitazione (il che spiega la sua incapacità di riprodurre il caso).
Jung prevede quindi, tra i molti esempi, quello di inviare una lettera contenente il resoconto di un sogno di un paziente, ignorante in materia, il quale ha raccontato il sogno di dischi volanti, mentre Jung era allo stesso tempo alla ricerca di questo argomento. Jung e Pauli ritengono che ci sono molti casi simili nella ricerca scientifica: molte scoperte sono spesso realizzate simultaneamente in tutto il mondo. Tuttavia, Jung si difende vedendo un piano divino, un destino o karma.

### Una prima teorizzazione: il tempo qualitativo
Nei primi tentativi di enunciazione del concetto di sincronicità, Jung elaborò anche il concetto di "tempo qualitativo". L'idea di tempo qualitativo nasceva dall'osservazione dei calcoli astrologici, che prevedono una sorta di schematizzazione (determinata dai cicli e dai transiti) che si riflette sulla psiche di chi riceve l'oroscopo al momento della nascita, ovvero la corrispondenza qualitativa fra tipologia caratteriale e una determinata posizione planetaria.
(C.G. Jung, cit. in Luciana Marinangeli, Risonanze celesti, pag. 187, Marsilio, 2007)
Jung non approfondì tuttavia il concetto astrologico del tempo perché si rese conto che le corrispondenze da lui individuate ubbidivano a regole molto complesse che esulavano dal suo campo d'indagine, pur affermando di essere «tentato, quando è il caso, di includere l'astrologia fra le scienze naturali».

### Sincronicità e scoperte scientifiche
In Un mito moderno (1958), Jung cerca di dimostrare che il fenomeno dei dischi volanti sia un prodotto dell'inconscio di fronte ad uno sradicamento spirituale dell'individuo, riconoscendo la rilevanza materiale di certi eventi. Egli vede quindi negli UFO una sincronicità mondiale: non vi è alcun nesso di causalità tra il fatto di vedere i dischi volanti, supposti reali, e il fatto che l'inconscio collettivo di queste immagini di mondi alieni si manifestino per avvisare gli individui.
Per Pauli e Jung, le scoperte scientifiche sono spesso dovute a sincronicità; non è infatti raro che lo stesso fatto è stato scoperto da diversi scienziati nel medesimo periodo. Arthur Koestler ha descritto un certo numero di scoperte nel suo libro, all'origine delle più grandi teorie scientifiche, I sonnambuli. Darwin spiega, mentre era alle Galapagos nel processo di sviluppo della teoria dell'evoluzione: «Ero quasi a metà del mio lavoro,ma i miei piani erano sconvolti perché all'inizio dell'estate 1858, Mr Wallace, che era allora nell'arcipelago malese, mi ha mandato uno studio (che) conteneva esattamente la stessa teoria mia.»

### Favorire le sincronicità
I moderni psicoterapisti di ispirazione junghiana in parte utilizzano la nozione di sincronicità nel campo dello sviluppo personale: l'emergere di sincronicità può quindi essere favorito da intuizioni e sogni. Tuttavia, Jung non ha mai esposto queste considerazioni terapeutiche; il concetto è sempre stato considerato come un'ipotesi di trasgressione del mondo fisico e mentale, seguito dall'attivazione di un archetipo, facendo seguito a una simultaneità temporale e qualitativa (analogia) di una posizione mentale con una reale. L'attuale psicologia transpersonale, nata nel 1970 in California, vicina alle attuali preoccupazioni del New Age originale, è dunque segnato dalla notevole influenza di Jung e attribuisce grande importanza alla sincronicità.
Allo stesso modo, la ripetizione di sincronicità a date simili può essere percepita come la prova di eventi traumatici avvenuti nelle generazioni precedenti, e che non sono ancora integrati dalla famiglia in questione. Nicolas Abraham e sua moglie Maria Török, hanno notevolmente sviluppato i concetti di "cripta" e "fantasma" nell'inconscio famigliare per descrivere questi fenomeni e questa eredità. Così, le date in cui questi si verificano consentono le sincronicità, in un quadro terapeutico, per trovare gli eventi traumatici eredi di individui liberi dal loro peso del subconscio. Questa è la sindrome del compleanno. Questo tipo di lavoro è stato reso popolare dal libro di Anne Ancelin Schützenberger intitolato Ahi, miei antenati. Lei è stata l'iniziatrice della psicogenealogia.

## Metodo d'approccio alla sincronicità
Non è possibile sperimentare il campo della sincronicità con i metodi convenzionali.
Marie-Louise von Franz ha messo il dito su un problema:
Nei suoi scritti, Jung dimostra che la statistica non funziona in questo settore, perché sembra essere truccato dalla sincronicità che incorpora la soggettività e il significato dell'evento per colui che trova la coincidenza, quindi la statistica (ma senza metodi bayesiani) ragiona sulle grandi serie ma senza qualità. Il concetto di sincronicità non si può intendere se non come psicologia, in quanto fornisce una stima qualitativa difficile da quantificare.
Jung tuttavia ha tentato, prima di morire, di sviluppare un metodo sperimentale per identificare la sincronicità. Voleva mettere insieme un gruppo di studenti che hanno dovuto trovare persone in una situazione critica dal punto di vista personale (dopo un incidente, il divorzio o la morte di una persona cara), in cui si sospetta si sia attivato un archetipo. Gli studenti, dopo avere somministrato a queste persone una serie di mezzi tradizionali di divinazione (oroscopo di transito, I Ching, tarocchi, calendario messicano, oracolo geomantico, sogni, etc.), avrebbero quindi esaminato se i risultati di queste tecniche convergessero o meno.
Essendo legata al fondo dell'inconscio, il fenomeno sincronico è, quindi, di fatto l'obiettivo perché non agista d'astrazioni o di uno spirito religioso aprioristico. Il fenomeno è misurabile (ha un'intensità nell'osservazione) in una certa misura. Ed è stato rimproverato a Jung e ai suoi seguaci di mescolare i piani epistemologici, e conseguire così un sincretismo dubbio.

### Ascoltare i sogni
Secondo gli analisti junghiani, i sogni forniscono immagini e scenari che sono fondamentali nella ricerca dell'inconscio. Prestare attenzione ai sogni e incoraggiare l'attenzione mentale per i dettagli della loro esistenza aiuta a integrare i messaggi inconsci con il vissuto cosciente, e quindi favorisce l'attenzione alle coincidenze e sincronicità. Si tratta di una consapevolezza legata alla nozione junghiana d'individuazione.
Nel 1916 Carl Jung pubblica Allgemeine Gesichtspunkte zur Psicologia Traumes (Punti di vista generali della psicologia del sogno), dove ha sviluppato la sua propria comprensione dei sogni che differisce molto da quella di Freud. Per lui, i sogni sono anche un portale per l'inconscio, ma allarga le loro funzioni in relazione a Freud. Secondo Jung, una delle principali funzioni del sogno è quello di contribuire all'equilibrio mentale. Lavorando sui suoi sogni così si promuoverebbero le sincronicità.

### Sincronicità e pratiche divinatorie
Per Jung, il fenomeno della sincronicità spiega le pratiche rituali o mantiche (divinatorie) ancestrali come, prima, l'astrologia e il metodo di consultazione de I Ching che si basano su questa ipotesi di una corrispondenza tra interno ed esterno, tra psiche e materiale. Tuttavia egli non agisce, per Jung, su previsioni reali; l'uso di sincronicità nella divinazione pretende semplicemente di prevedere la qualità complessiva delle fasi temporali in cui degli eventi sincronici possono accadere. La sincronicità si basa, infatti, sull'attivazione nell'inconscio del soggetto di un archetipo che induce la qualità. La consultazione di un metodo di divinazione permette di "esprimersi", per analogia, su questo archetipo.
Un esempio di sincronicità che tutti possono sperimentare, è di ricevere una telefonata da una persona a cui stavamo pensando. Jung integra questa nozione alla sua teoria del funzionamento psichico, nel senso che questo avvenimento sorprendente per il soggetto lo condusse verso un altro modo di pensare, permettendo ad alcuni di sperimentare un significativo cambiamento di stato. Troviamo questo fenomeno in senso inverso, cioè verso uno stato di degrado, per esempio quando due persone si arrabbiano e uno di loro è coinvolto da un grave incidente. Il soggetto che ha voluto il male ad un altro può esserne così sconvolto.

### Le esperienze extra-sensoriali
Le esperienze parapsicologiche quali la telepatia o la telecinesi per Jung formano una classe di fenomeni comprovanti la sincronicità. Jung dice di loro: «Non lasciamo le categorie spazio-temporali del tutto quando si tratta della psiche? Forse dovremmo definire la psiche come una intensità non estesa e non come un corpo in movimento nel tempo.» Jung riconosce questi fenomeni noti come la natura non statistica Psy, e il fatto che per la scienza non hanno alcuna spiegazione; in breve, essi sono un'eccezione che merita una discussione. Jung non crede nella natura soprannaturale per questi fenomeni, li riporta alle capacità psichiche consentite dalla sincronicità.

## Fisica e psicoanalisi
(C.G. Jung, La sincronicità come principio di nessi acausali)
Jung non era nuovo alla tesi di un parallelismo tra fisica e psicoanalisi, due discipline apparentemente molto distanti fra loro. Nel 1928, nel suo Energetica Psichica egli aveva immaginato una stretta similitudine fra le nozioni di energia nell'uno e nell'altro ramo del sapere, e le ricerche che condusse negli anni successivi rafforzarono tale intuizione.
Negli anni trenta Jung incontra Wolfgang Pauli, fisico austriaco premio Nobel nel 1945. Pauli soffriva di una sorta di dissociazione psichica probabilmente dovuta sia al fallimento del proprio matrimonio, sia all'impegno eccessivo profuso negli studi di fisica teorica che seppur molto giovane aveva condotto in quegli anni. Pauli si trasferì quindi in Svizzera proprio per diventare paziente dell'autorevole analista, ma l'incontro fra le due personalità si evolse molto rapidamente e la terapia venne presto abbandonata. I due scienziati, in un rapporto in cui «Pauli non capiva niente di psicologia e Jung non capiva nulla di fisica», ma in cui tutti e due avevano studiato le scienze d'Alchimia Ermetica, scoprirono presto di condividere parte delle idee che scatenavano il problema psichico di cui soffriva Pauli. I due divennero così amici.

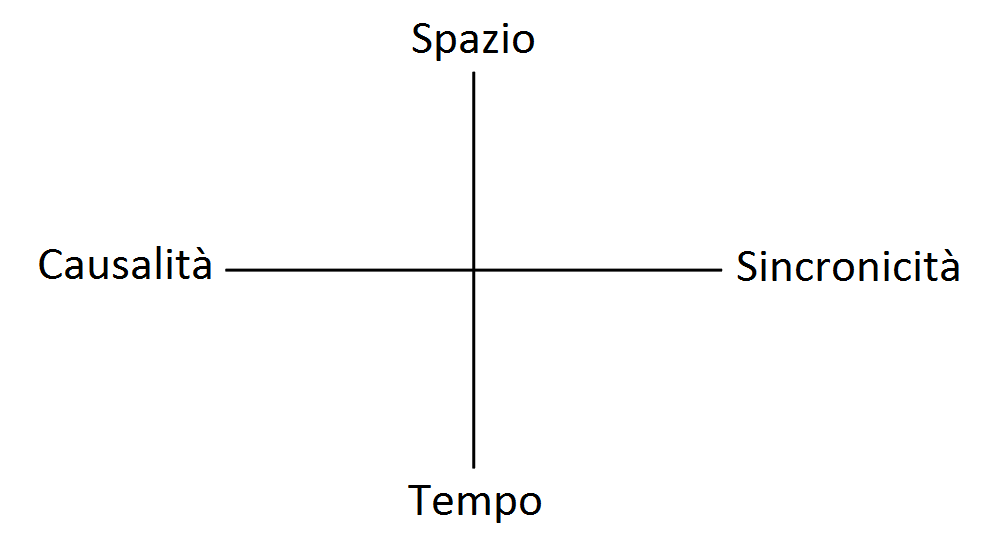
Schema della sincronicità

Il confronto intellettuale generò quella ricerca nota come "il quarto escluso", individuato in fisica classica nel modello di triade e in alchimia nel modello sviluppato da Jung negli studi sull'alchimia, perché questo processo simbolicamente rappresentato completava una triade fino ad allora in attesa di un quarto elemento che sciogliesse i dubbi ancora presenti sulla validità di ciò che era stato compreso, verificato e accettato dalla scienza fino a quel momento. La sincronicità si rivelava così essere il modello ideale per sciogliere molti dei dubbi innescati anche nel modello di triade in fisica classica:
1. tempo,
2. spazio
3. causalità;

al "quarto escluso" è stato appunto dato il nome di sincronicità.
In analogia alla causalità che agisce in direzione della progressione del tempo e mette in connessione fenomeni che accadono nello stesso spazio ma in istanti diversi, viene ipotizzata l'esistenza di un principio che mette in connessione fenomeni che accadono nello stesso tempo ma in spazi diversi. Viene cioè ipotizzato che oltre lo svolgimento di un atto conforme al principio in cui in tempi diversi accadono avvenimenti provocati da una medesima causa, ne esista un altro in cui accadono avvenimenti nello stesso tempo ma in due spazi differenti perché, essendo casuali, non sono direttamente provocati da un effetto, risultando così aderenti a un principio di a-temporalità.
Nel 1952 Jung e Pauli pubblicarono due saggi nel volume Naturerklärung und Psyche. Nel proprio saggio Pauli applicava il concetto di archetipo alla costruzione delle teorie scientifiche di Keplero, mentre Jung intitolava il proprio "Sincronicità come Principio di Nessi Acausali". Dopo più di venti anni di dubbi e ripensamenti di carattere etico-intellettuale, l'analista si decise a definire il concetto per cui riteneva "d'essere scientificamente impreparato" ad enunciare. Jung, rigoroso e pragmatico scienziato, è infatti imbarazzato verso la comunità scientifica per l'evidente orientamento dei suoi studi in cui «evidenze empiriche divengono fenomenologie su cui lavorare con metodo scientifico».

Nella prefazione del saggio scrive che 
(Jung, Naturerklärung und Psyche, 1952)

### L'annichilimento degli atomi
Il fatto che alcuni atomi decadono spontaneamente (o per la radioattività) è visto come una prova di sincronicità. Hubert Reeves spiega la natura acausale di questo fenomeno: 
(Hubert Reeves, La Synchronicité, l'âme et la science, p. 12)

### Il paradosso Einstein-Podolsky-Rosen
Il paradosso EPR per cui due particelle rimangono entangled ("correlate") tra di loro, nonostante la distanza che li separa, ma soprattutto l'esperienza di Aspect che lo conferma sperimentalmente, porta ad una riconsiderazione dell'ipotesi: la rinuncia alla località o alla causalità, universi o coscienze multiple ecc. Una conferenza è stata organizzata a Cordova nel 1979 per fare il punto tra fisici, psicologi e filosofi. Hubert Reeves pensava che questa esperienza dimostra l'esistenza di un piano di informazione composto da «una presenza continua di tutte le particelle all'interno del sistema, che non si ferma una volta che è stato stabilito. (...) Questo paradosso si risolve quando si riconosce che il concetto di localizzazione delle proprietà non è applicabile su scala atomica». Paul Davies aggiunge che: «questi effetti quantistici non-locali sono invero una forma di sincronicità, nel senso che stabiliscono una connessione – più precisamente una correlazione – fra eventi per i quali qualsiasi forma di collegamento causale è interdetta.» F. David Peat considera il fenomeno della sincronicità come una prova dell’esistenza dell’ordine implicato suggerito da David Bohm, un esempio di come a un livello più profondo non esista alcuna separazione tra l’io e la realtà psicologica. È invece l’assenza di esperienze sincrone nella vita quotidiana a mostrare la falsa percezione di separatezza degli eventi.
Olivier Costa de Beauregard, un fisico interessato ai cosiddetti fenomeni parapsicologici, tra cui il lavoro sul paradosso EPR propone una visione all'indietro dei modelli scientifici determinati; la von Franz suggerirà un tentativo scientifico parallelo a quello della psicologia, per fornire una definizione di unus mundus. Costa de Beauregard osserva che ci sono solo "quattro porte di uscita" per spiegare il paradosso EPR. Egli scrive:
1. La prima cosa è che facciamo calcoli perché funziona, ma non pensiamo. Questa è la posizione della stragrande maggioranza dei fisici quantistici operativi.
2. La seconda è che la meccanica quantistica è sbagliata, e che le correlazioni EPR svaniscono a grandi distanze: era la posizione di Schrodinger nel 1935.
3. La terza è che la Relatività è sbagliata, secondo l'idea di Espagnat e Schimony.
4. La quarta porta una via d'uscita che vi propongo: dobbiamo cambiare il nostro concetto di nesso di causalità e accettare il principio di una causalità all'indietro.[47][48]

Questo elenco non contiene l'ipotesi degli universi multipli, che la teoria M rimette in sella nel 1995, e secondo David Deutsch è il più calzante per spiegare il fenomeno. Ma tale teoria non è verificabile né falsificabile, quindi secondo Popper non appare scientifica.

## Esperienze di sincronicità
Nel saggio Speculazione trascendente sull'apparente disegno intenzionale nel destino dell'individuo Schopenhauer riporta un esempio di sincronicità tratto dal quotidiano The Times del 2 dicembre del 1852:

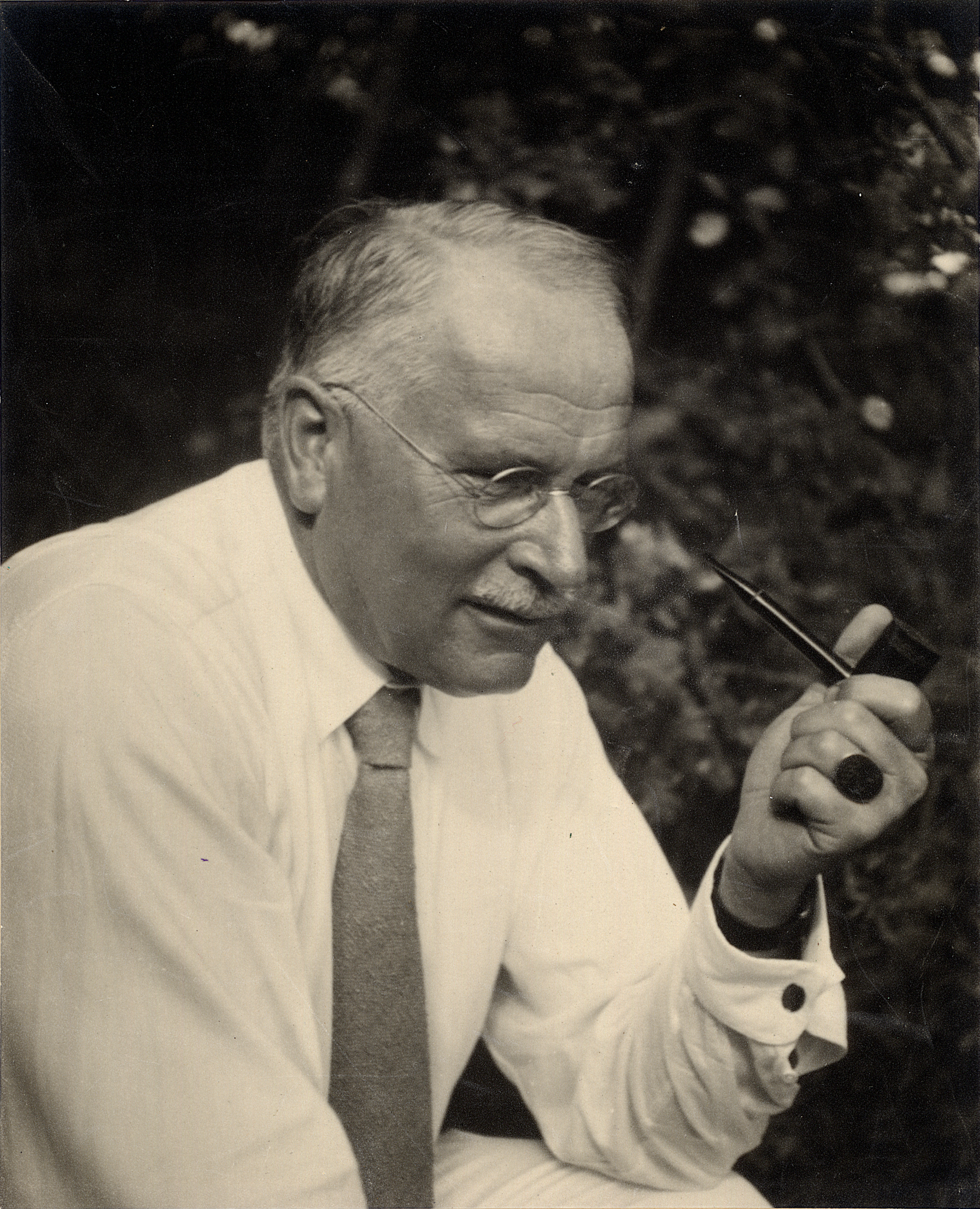
Carl Gustav Jung

Jung espose diversi esempi di sincronicità, come il caso di un signore, recatosi a comprare un vestito blu, che per uno sbaglio del negoziante si vede invece recapitare a casa un vestito di colore nero proprio nel giorno luttuoso della morte di suo fratello; od il fatto di pensare a una persona, un evento, o un oggetto, che si materializza poco dopo: tale fu il caso dello stesso Jung che, discorrendo con una paziente del sogno di quest'ultima riguardante una volpe, si imbatté realmente in una volpe. Può inoltre verificarsi una corrispondenza tra uno stato d'animo interiore, ed un avvenimento esterno, come quello occorso a Jung in occasione della rottura con Freud, quando provò una rabbia crescente, dovuta al modo sprezzante con cui Freud irrideva le sue teorie, alla quale seguirono due terribili schianti nella libreria dove si trovavano.
Un altro esempio fornito da Jung è una correlazione tra il sogno di un paziente di un coleottero d'oro, e la contemporanea presenza, reale, di uno scarabeo. Questa correlazione gli ha permesso di riprendere la terapia, che era stagnante. L'archetipo eccitato era, secondo Jung, in relazione al tema della rinascita, lo scarabeo che significa la rinascita dell'anima in molte civiltà, tra cui l'Egitto dei Faraoni, attraverso il dio Khepera. Ma sono presenti diversi esempi di sincronicità collegati alla morte di una persona e descritti anche da Jung, come orologi che si fermano nell'ora della morte di un caro, o la rottura improvvisa di un oggetto ad esso appartenuto. Oppure la caduta della lancetta alla morte dell'orologiaio avvenuto in un comune italiano. La figlia Gret Jung raccontò riguardo alla morte del padre, nel documentario Dal profondo dell'anima di Werner Weick che "un quarto d'ora dopo la sua morte, con un boato spaventoso, un fulmine a ciel sereno ha lacerato per tutta la sua lunghezza uno dei pioppi del giardino".
Jung ha ritrovato un'applicazione della sincronicità nel libro cinese I Ching, che utilizza il principio sincronico per estrapolare gli esagrammi corrispondenti al momento qualitativo in cui vengono estratti, che diventano così in grado di descrivere lo stato in cui la persona si trova; rilevando che la «sincronicità è un pregiudizio cinese», come la causalità è un «pregiudizio occidentale», Jung riconosce che «noi occidentali non riusciamo a concepire come un evento oggettivo possa essere correlato alla nostra condizione psichica soggettiva», ma che «dobbiamo ammettere l'immensa importanza del caso», spostando l'attenzione più sulla fortuna della combinazione uscente, che sulle catene causali concorrenti.
In ogni caso, oltre alle circostanze oggettive della realtà, esistono situazioni puramente soggettive nelle quali il cervello umano utilizza legami associativi di tipo sincronico anziché causale.
 Si tratta cioè di collegamenti appartenenti al pensiero induttivo-analogico, spesso erroneamente confusi con legami di tipo logico-causale. Appartengono a questo tipo di pensiero le associazioni simboliche, nelle quali gli eventi vengono interpretati in una chiave religiosa e allegorica. A tal proposito per Jung il numero (utilizzato ad esempio nella creazione degli esagrammi dei I Ching tramite il lancio delle monete) sembrano costituire un autentico ponte tra il regolare coordinamento acausale e i fenomeni sincronistici irregolari.

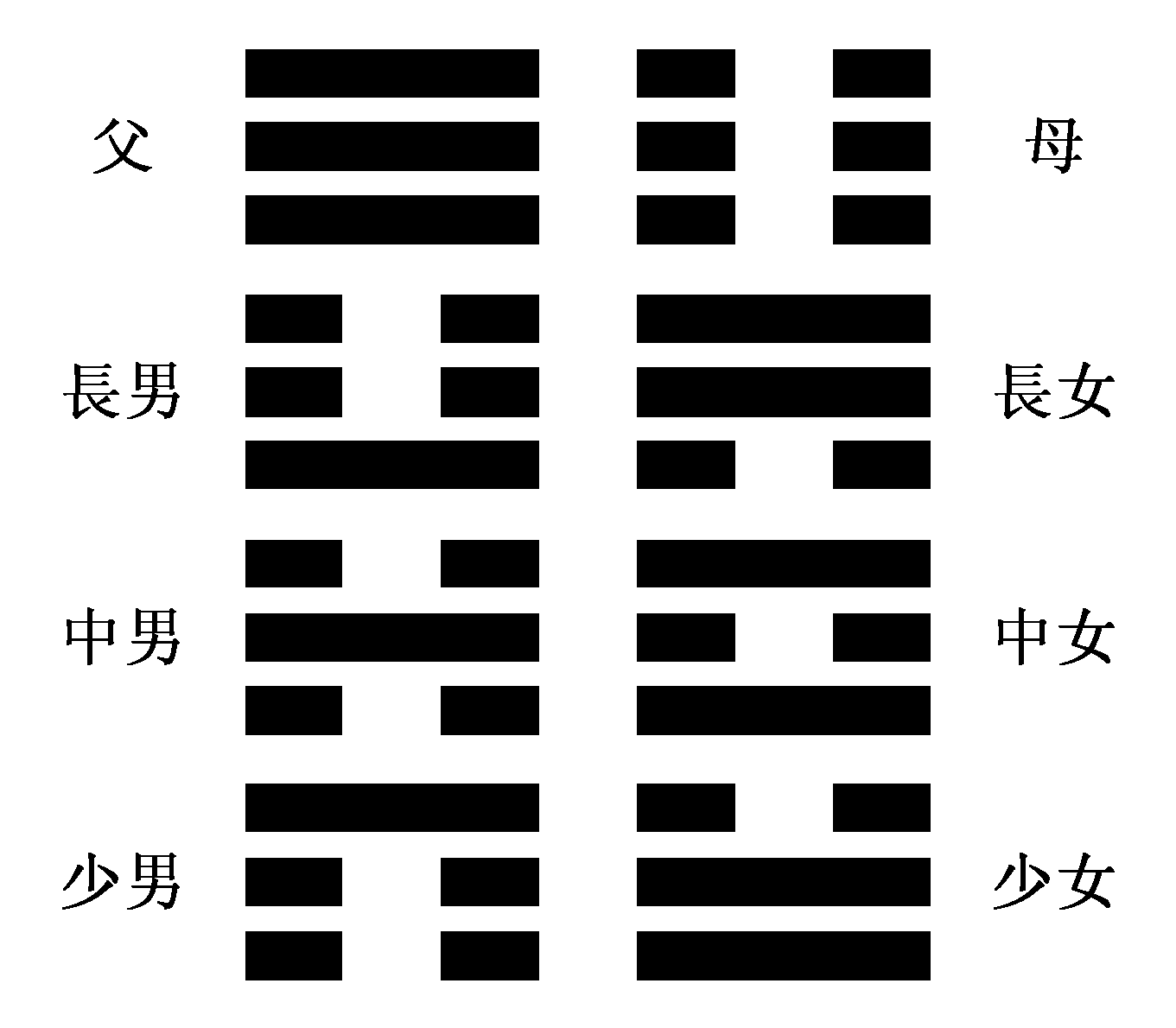
Gli otto trigrammi usati nel sistema dellI Ching,

Secondo alcune credenze inoltre le circostanze fortuite dotate di significato sincronico costituirebbero il linguaggio usato dagli angeli per comunicare con gli esseri umani.
Un fenomeno paradossale della fisica quantistica interpretabile alla luce della sincronicità è infine quello dell'entanglement, in virtù del quale la proprietà di una particella risulta capace di influenzare istantaneamente il corrispondente valore di un'altra particella situata anche a distanze remote. Secondo Pauli, proprio la fisica quantistica impone un ritorno alla concezione filosofica di Giordano Bruno e di Leibniz, non regolata dalla causalità ma da un'armonia organica.

### La sincronicità e l'effetto Pauli

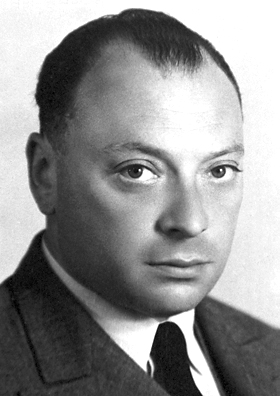
Wolfgang Pauli

Sul fisico Pauli si racconta un aneddoto che le persone affascinate dalle coincidenze interpretano a sostegno del concetto di sincronicità.
Nel XX secolo la fisica si divise sempre più nettamente in due distinte branche: la fisica teorica e la fisica sperimentale. La prima branca sempre più vicina alla matematica e alla speculazione astratta, mentre la seconda a diretto contatto con i laboratori e la sperimentazione diretta delle teorie enunciate. Nei due campi sorsero inevitabili campanilismi, i fisici sperimentali iniziarono ben presto ad apostrofare i loro colleghi "più aristocratici" tacciandoli di così scarsa manualità pratica da doversi obbligatoriamente dedicare alle sole teorie, li ritenevano assolutamente inadatti al lavoro di laboratorio.
Pauli era molto stimato come fisico teorico, i colleghi e gli amici sperimentali lo consideravano però un vero problema oggettivo. Non solo non gli permettevano di toccare gli strumenti per paura che li rompesse, ma addirittura Otto Stern arrivò a proibirgli l'accesso ai laboratori durante l'esecuzione degli esperimenti. La sua semplice presenza sembrava infatti causarne l'irrimediabile fallimento.
Fra le altre cose successe anche che uno strumento particolarmente costoso e delicato si ruppe nel laboratorio di James Franck a Gottinga. Raccontando l'accaduto ai colleghi di Zurigo, egli scherzò dicendo che, almeno quella volta, la responsabilità non poteva essere attribuita a Pauli visto che non era nemmeno presente in città. I colleghi gli replicarono prontamente che dovendo Pauli recarsi a Copenaghen esattamente quello stesso giorno, intorno alla stessa ora dell'accaduto era dovuto scendere alla stazione di Gottinga per cambiare treno.
In "onore" di questa peculiarità empirica venne poi definito il famoso effetto Pauli, che non è altro quindi che una versione aggiornata del "menagramo" di napoletana memoria.
L'effetto Pauli è poi divenuto nel tempo un'espressione gergale utilizzata per indicare il presunto malfunzionamento delle apparecchiature sperimentali in presenza dei fisici teorici, e non va confuso col principio di esclusione di Pauli che è invece un fondamentale apporto dato dallo scienziato austriaco alla fisica quantistica.

### Nelle altre culture
Per la cultura cinese i fenomeni sincronici hanno una base nel Tao, mentre per gli indiani essi derivano dal fatto che l'universo è una forma fenomenica emanata da Brahaman. Jung scrisse che 
(Tavistock Lectures del 1935)

## Sincronicità e psicodramma

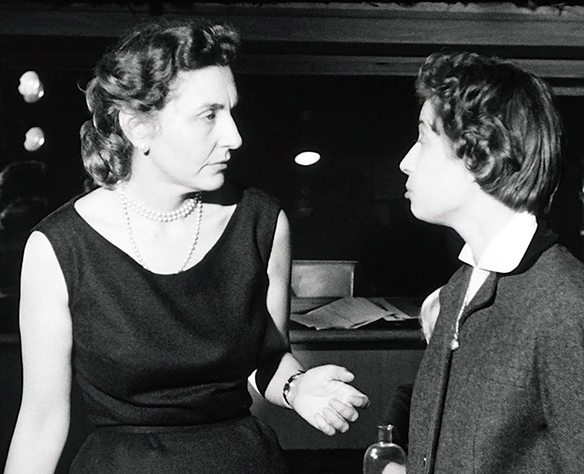
Schützenberger in Psychodrame

Le distorsioni temporali che attivano nel paziente una forte carica archetipica, tipiche dello psicodramma di J. L. Moreno, possono costellare nel gruppo e nel setting fenomeni di sincronicità tra il piano del gioco e quello della vicenda messa in scena, attraverso esplosione di lampade, ingresso imprevisto di persone, rottura di oggetti, grida di animali etc.
Un esempio è registrato nella serie di Rai3 Da Storia Nasce storia (1991) di Ottavio Rosati,  intitolata Storia del treno e del passaggio a livello: in questa puntata arriva, al culmine di un sogno del regista messo in scena con i funzionari della Rai, la stessa voice off in francese (Vite, vite!: Presto, presto!) che Anne Ancelin Schützenberger aveva spesso ripetuto a Parigi ai funzionari della RTF (la Radio Televisione francese) nel 1956 guardando l'orologio, nelle riprese cinematografiche nel filmato Psychodrame di Jacob Levi Moreno e Roberto Rossellini.

## Ricerca in psicoterapia
Uno studio del 2024 sostiene che il concetto di sincronicità trova applicazione clinica nelle psicoterapie sotto forma di un approccio interpretativo specifico per l'area junghiana. Già l'idea concettuale di sincronicità offre al terapeuta un ulteriore strumento terapeutico per inserire le coincidenze potenzialmente significative sperimentate tra lui e il paziente in una narrazione soggettiva, che può essere vissuta dal paziente come significativa. Se un momento sincronistico viene sensibilmente riconosciuto, tematizzato e interpretato come tale, può avere conseguenze positive per la relazione terapeutica e la terapia.

## Influenza culturale

### Musica
Nella stesura di alcuni dei testi dell’album Synchronicity dei Police, Sting fa riferimento alla teoria della sincronicità di Carl Gustav Jung (in una delle foto di copertina sta leggendo un suo libro).

### Cinema
Anche la settima arte ha recepito nella sua maniera questa sorta di movimento di pensiero che delegittima la modalità interpretativa legata alla legge di causa-effetto sinora avallata dal pensiero scientifico classico. Una riprova sono i tentativi di alcuni registi di utilizzare la sincronicità come la più euristica chiave di lettura del movimento del reale. Tra questi ultimi possiamo citare le opere del famoso regista polacco Krzysztof Kieślowski.

### Libri
Nel 1978 uscì un romanzo di fantascienza, La pietra sincronica, di Jonathan Fast, che narra di una pietra capace di mettere in sincronia tutto l’universo.
L'argomento della sincronicità è stato affrontato da William S. Burroughs nel suo romanzo Il pasto nudo, e da Thomas Pynchon in L'arcobaleno della gravità; in Italia dal romanzo giallo Omicidi a margine di qualcosa di magico.
Si trovano riferimenti alla sincronicità anche nel racconto breve "The Gold Bug" (Lo Scarabeo d'oro) di Edgar Allan Poe, pubblicato nel 1843.
"(...) the singularity of this coincidence absolutely stupefied me for a time. This is the usual effect of such coincidences. The mind struggles to establish a connection--a sequence of cause and effect--and, being unable to do so, suffers a species of temporary paralysis."
Ne La Certosa di Parma di Stendhal c'è un passo in cui si menziona una sincronicità (anche se all'epoca il termine non era conosciuto nel significato attuale):
(Stendhal, La Certosa di Parma)